# Kalser Tauern
Kalser Tauern är ett bergspass i Österrike.   Det ligger i distriktet Lienz och förbundslandet Tyrolen, i den centrala delen av landet, 300 km väster om huvudstaden Wien. Kalser Tauern ligger 2 499 meter över havet.
Terrängen runt Kalser Tauern är huvudsakligen bergig, men den allra närmaste omgivningen är kuperad. Runt Kalser Tauern är det ganska glesbefolkat, med 26 invånare per kvadratkilometer.. Närmaste större samhälle är Matrei in Osttirol, 14,7 km söder om Kalser Tauern. 
Trakten runt Kalser Tauern består i huvudsak av gräsmarker.